# Гонсалвес Пратес, Жаир
Жаир Гонсалвес Пратес (порт. Jair Gonçalves Prates; род. 11 июня 1953 или 11 июля 1953, Порту-Алегри), также известен под именем Жаир Гаушо (порт. Jair Gaúcho) — бразильский футболист, выступавший на позиции опорного полузащитника.

## Биография
Жаир — воспитанник «Интернасьонала», в основном составе которого дебютировал в 1974 году. Годы его выступлений за «колорадос» совпали с «золотой эрой» в истории команды, которая трижды становилась чемпионом Бразилии. После года, проведённого в «Крузейро», Жаир отправился в «Пеньяроль», с которым сумел добиться того, чего не смог в «Интере» — успеха на международной арене. В 1982 году бразилец помог «карбонерос» достичь «требла» — выиграть чемпионат Уругвая, Кубок Либертадорес и Межконтинентальный кубок.
Также выступал в гуаякильской «Барселоне», АБС, «Уракане Бусео», салвадорской «Витории», «Жувентуде», «Лажеаденсе».
Провёл один матч за сборную Бразилии. Бронзовый призёр Кубка Америки 1979 года.
По окончании карьеры футболиста работал футбольным координатором и тренером в центре подготовки юных футболистов «Рестинга».

## Титулы
- Чемпион Бразилии (3): 1975, 1976, 1979
- Чемпион Уругвая (1): 1982
- Чемпион штата Риу-Гранди-ду-Сул (4): 1974, 1975, 1976, 1978
- Обладатель Кубка Либертадорес (1): 1982
- Обладатель Межконтинентального кубка (1): 1982